# Licuala spinosa
Palmier éventail des mangroves
Espèce
Synonymes
- Corypha pilearia   Lour.    (1790)
- Licuala acutifida var. peninsularis   Becc.  (1921)
- Licuala horrida   Blume   (1838)
- Licuala pilearia  (Lour.) Blume   (1838)
- Licuala ramosa   Blume   (1830)
- Licuala spinosa var. cochinchinensis   Becc.  (1886)
- Licuala spinosa var. eriantha   Becc.  (1921)

Licuala spinosa, le palmier éventail des mangroves, est une espèce de palmier du genre Licuala. Cette plante est originaire des endroits humides d'eau douce et salée de l'Asie du Sud-Est. Licuala spinosa atteint entre 2 et 7 m  de haut, avec un stipe de 4-7 cm. Il peut pousser en touffes. Il préfère le plein soleil, beaucoup d'eau et est plus résistant au froid que la plupart des autres espèces de Licuala.
Un nom cambodgien pour L. spinosa est pha'aw ; dans cette région ses feuilles sont utilisées pour fabriquer des chapeaux et emballer de la nourriture.Son cœur et sonbourgeon terminal préparés comme un légume sont appréciés des Cambodgiens. Dans la médecine traditionnelle cambodgienne, on le retrouve à la fois comme remède fébrifuge et préparation pour la santé prénatale ; on utilise ses racines comme composant, tandis que l'écorce du tronc sert à soigner la tuberculose.

## Taxonomie
Cette espèce a été décrite scientifiquement pour la première fois par Friedrich von Wurmb en 1780, dans la publication Verhandeling van het Bataviaasch Genootschap van Kunsten en Wetenschappen 2: 474.
Nom binominal
- Licuala : Nom générique issu de la latinisation du nom vernaculaire leko wala, soi-disant utilisé pour Licuala spinosa à Makassar, aux Célèbes (J. Dransfield, N. Uhl, C. Asmussen, W.J. Baker, M. Harley and C. Lewis. 2008).
- spinosa : Épithète spécifique latine qui signifie "épineux".

## Galerie

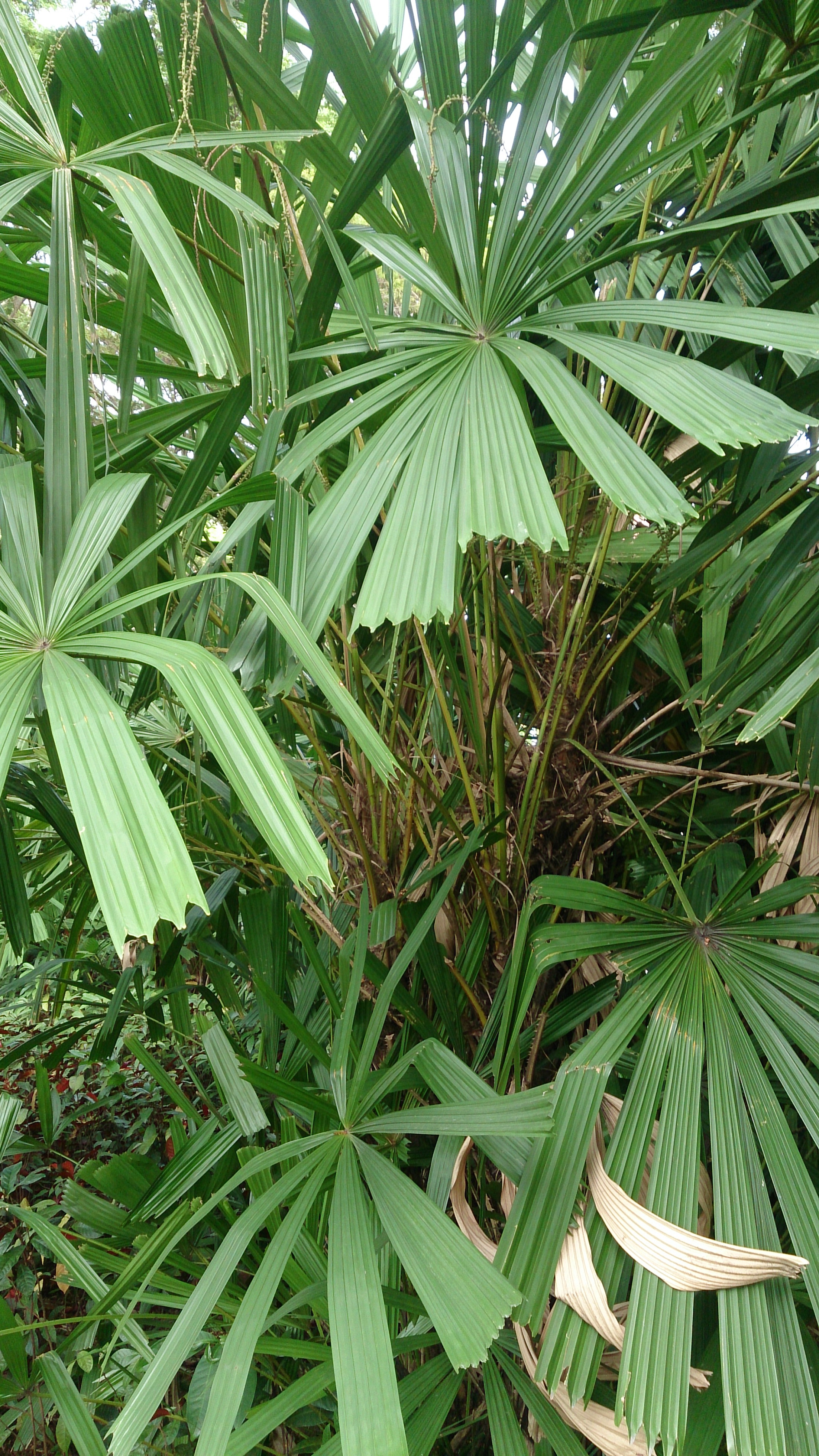
?
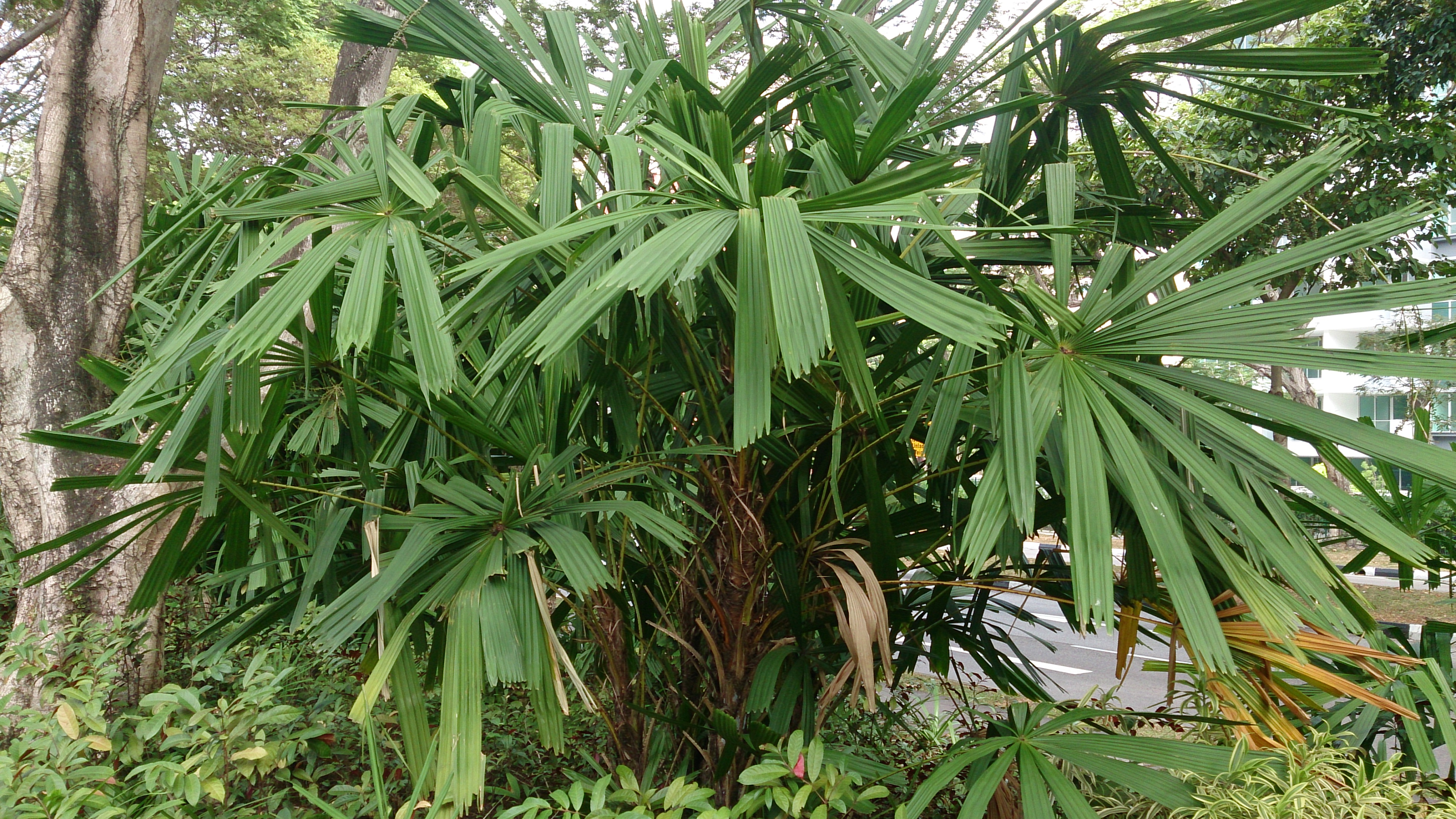
?
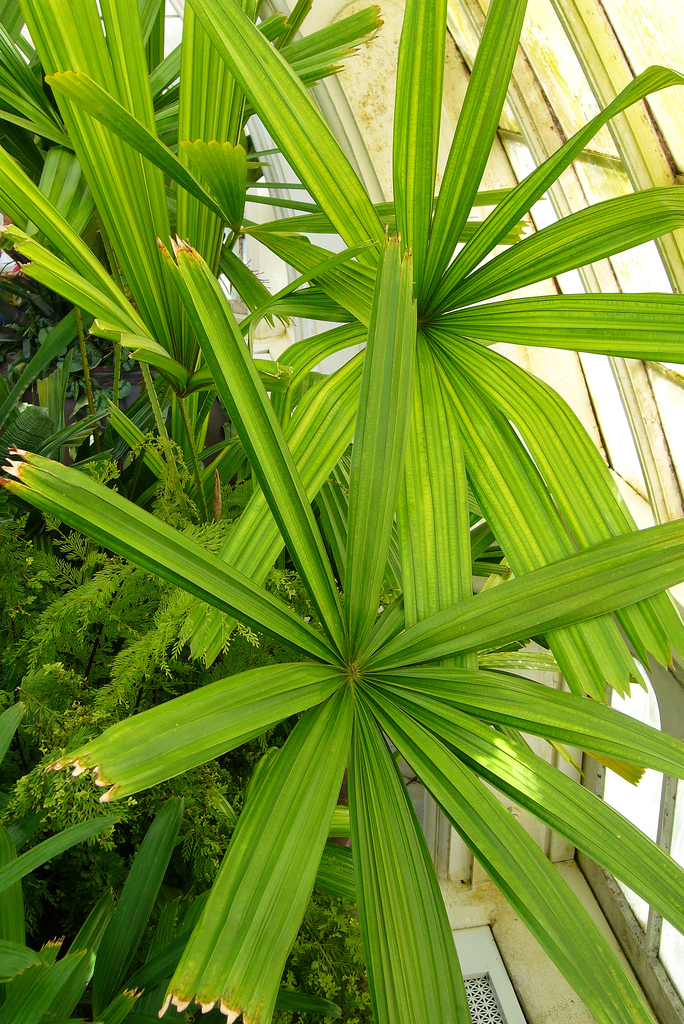
?
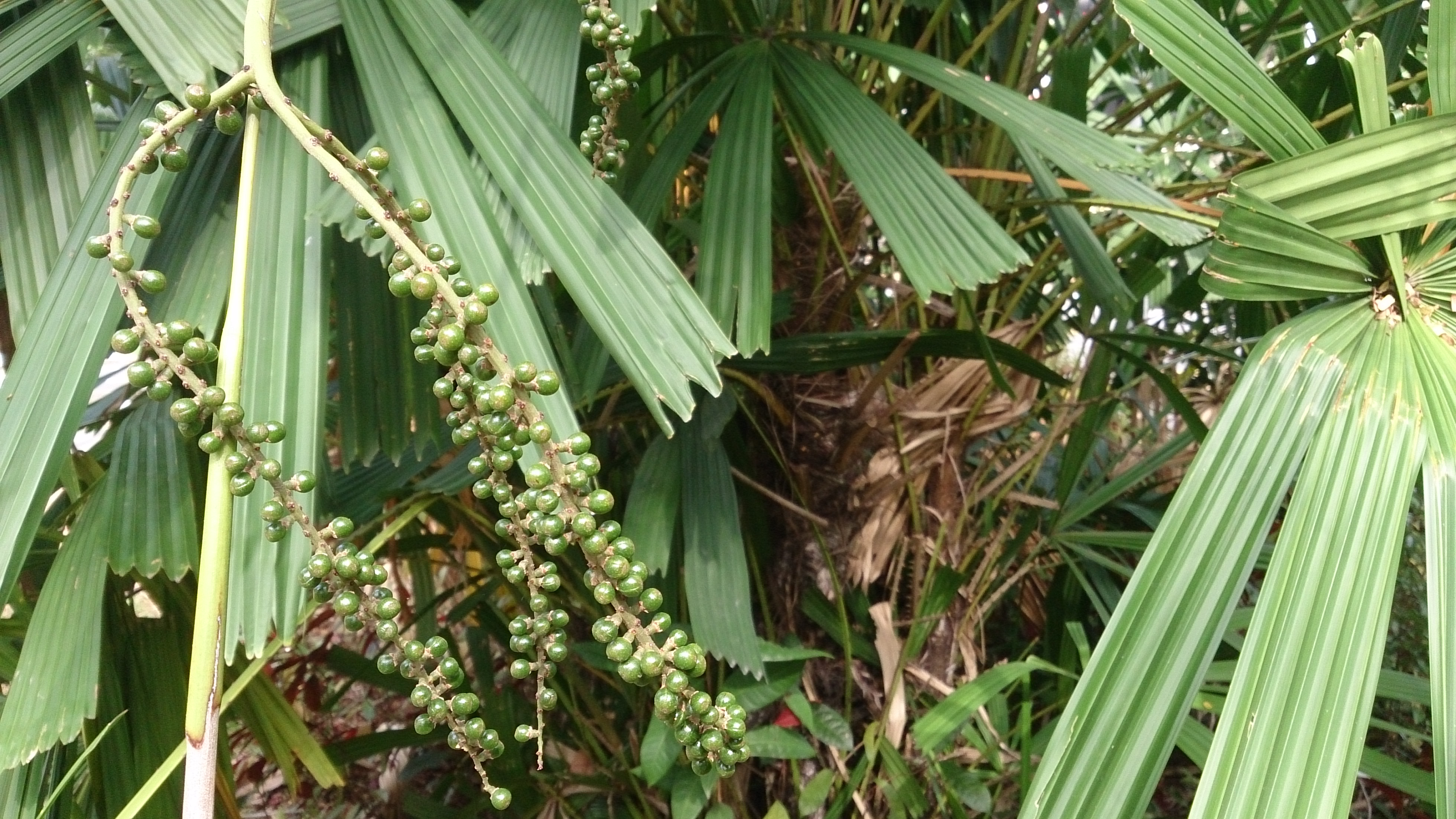
?